# Musica Leggera (rivista)
Musica Leggera, anche conosciuta con il sottotitolo Musica Leggera. Storie di artisti, dischi e canzoni, è stata una rivista musicale dedicata alla musica italiana.

## Storia editoriale
Fondata nel 2008 dalla Coniglio Editore, Musica Leggera si occupava di musica italiana, con particolare attenzione alla storia della canzone e della discografia dell'Italia.
Il direttore, Maurizio Becker, ha vinto con il volume C'era una volta la RCA, libro-intervista a Lilli Greco, il Premio Siae come miglior libro di saggistica sulla musica italiana nel 2008.
Collaboravano alla rivista alcuni tra i più noti giornalisti musicali italiani, come Luciano Ceri, Michele Neri, Timisoara Pinto, Christian Calabrese, Enrico Deregibus, Franco Settimo, Enzo Giannelli, Federico Guglielmi, Michele Acampora, Annunziato Cangemi, Melisanda Massei Autunnali, Lucio Mazzi, Giancarlo Susanna, Franco Brizi, Vito Vita oltre che molti addetti ai lavori come il paroliere Giorgio Calabrese, il cantautore Alessio Lega, il produttore discografico Lilli Greco, l'arrangiatore Detto Mariano.
Nel maggio 2009 ha suscitato molte polemiche un'intervista realizzata da Becker a Loredana Bertè e pubblicata nel numero di Musica Leggera di quel mese, in cui la cantante ha accusato senza perifrasi il padre di aver causato la morte della sorella Mia Martini; la notizia è stata poi ripresa da alcuni quotidiani.
La rivista faceva parte della giuria nazionale della trasmissione radiofonica Demo, in onda su Radio1.
Con la chiusura della Coniglio Editore la rivista ha continuato le uscite per un breve periodo, per poi interrompere le pubblicazioni nel 2012, fino alla riapertura nel 2016 con lo stesso staff e il nome cambiato in Vinile grazie alla Sprea Editori.